# Taraz (Iran)
Taraz (en persan : کوهِ تاراز, Kuh-e Tārāz) est un massif des monts Zagros, situé dans la province du Khouzistan en Iran. Son sommet principal culmine à 2 743 mètres d'altitude.

## Géographie

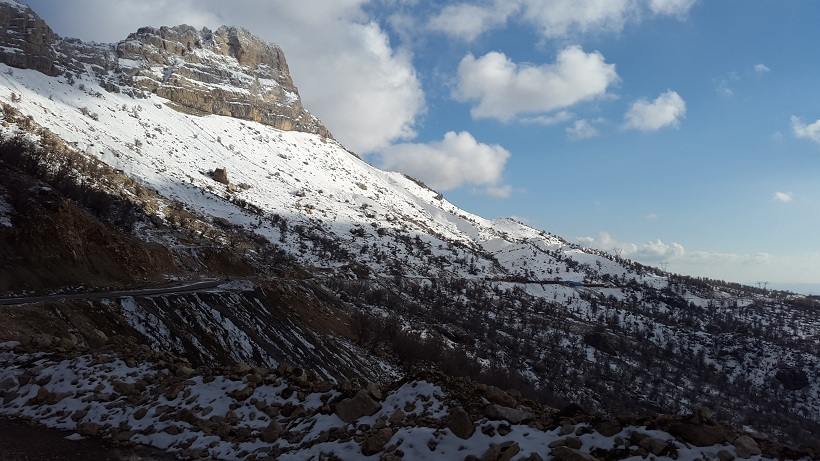
Vue du massif de Taraz.

Le massif de Taraz s'élève dans la préfecture d'Andika dans la province du Khouzistan à la limite du district de Bazoft, formant une frontière naturelle avec la province de Tchaharmahal-et-Bakhtiari. Il est relié au nord-ouest au massif de Lalar (en persan : کوه للر) et au sud au massif de Takht-e Sar Shat (en persan : کوه تخت سرشط). À l'ouest, la fonte des neiges du massif de Taraz alimente la rivière de Bazoft.

## Intérêt touristique
Traversé par la route Shahrekord – Masjed Soleiman, le massif de Taraz domine le col de Taraz qui relie les provinces de Tchaharmahal-et-Bakhtiari et du Khouzistan. Le massif de Taraz est un des hauts lieux de tourisme pour les visiteurs venus du de la province du Khuzistan en raison de la neige présente l'hiver et le contraste climatique avec le reste de la province. 

## Dans la culture
Le massif de Taraz a été popularisé par le chanteur en langue bakhtiari Masoud Bakhtiari avec son album Taraz et la chanson Kowg-e Tārāz (en persan : کوگ تاراز, en français : « perdrix de Taraz »). Un monument à la mémoire du chanteur a été érigé au col de Taraz.